# Вила Рајх у Београду
Вила Рајх (позната и као Вила Марије Рајх) налази се у градској општини Савски венац, у улици Сање Живановић 2а у Београду. Представља непокретно културно добро као споменик културе.

## Историјат и архитектура
Објекат је изграђен 1931. године по плановима српског архитекте Душана Бабића у духу модерних архитектонских стремљења. Вила је конципирана као издужени паралелопипед, са две етаже са нивоа улице Сање Живановић и три етаже у дубини парцеле. Комбинацијом конструкције масивних зидова и стубова на ободним ивицама, постигнут је ефекат лакоће и динамике. Комбинација велике терасе према башти са функционалистички примењеним геометријским принципом одузимања масе и увођења стубова, чини ову вилу јединственим примером београдске модерне архитектуре, а њена декорација је у ар деко стилу.